# عصر جمدة نصر
ثقافة جمدة نصر هي ثقافة ما قبل تاريخية تسمت باسم موقع جنوبي بلاد الرافدين نسبه الي المخلفات الأثرية التي تعود إلى فترة أواخر الألف الرابعة وبداية الألف الثالثة ق.م.
عصر جمدة نصر حضارة أثرية في جنوب بلاد ما بين النهرين (العراق الحديث). وأُرّخت بشكل عام من 3100 إلى 2900 قبل الميلاد. سميت باسم الموقع النموذجي جمدة نصر، حيث تم التعرف على التجميع النموذجي لهذا العصر لأول مرة. يقتصر توزيعها الجغرافي على جنوب وسط العراق. ثقافة عصر جمعة نصر الأولى تاريخيًا هي تطور محلي لعصر أوروك السابقة واستمرت حتى عصر فجر السلالات.

## تاريخ البحث
في أوائل القرن العشرين، بدأت ألواح طينية ذات شكل أثري منقوش عليها كتابة مسمارية سومرية بالظهور في سوق الآثار. اشترى حفارون ألمان في شوروباك (تل فارة) مجموعة مكونة من 36 لوحًا في عام 1903. وفي حين اعتقدوا أن هذه الألواح تعود إلى تل جمدة نصر، تبين فيما بعد أنها ربما تعود إلى تل العقير القريب منه. عرض تاجر آثار فرنسي ألواح مماثلة للبيع في عام 1915، وأفيد مرة أخرى أنها تعود إلى تل جمدة نصر. عرض العرب المحليون في عام 1925 ألواحًا مماثلة -بالإضافة إلى كسر فخارية أحادية اللون مرسومة بشكل مذهل وفخار مزخرفة بألوان متعددة- كان عالم الآشوريات ستيفان هربرت لانغدون، مدير الحفريات في تلول الأحيمر (كيش). أخبر البدو لانغدون أن الألواح تعود إلى تل جمدة نصر، وهو موقع يبعد نحو 26 كيلومتراً (16 ميلاً) شمال شرق تلول الأحيمر. أُعجب لانغدون بالألواح للغاية، وزار الموقع وبدأ عمليات التنقيب في عام 1926. وكشف عن مبنى كبير من اللبن يحتوي على كسر من الفخار المميز بالإضافة إلى مجموعة مكونة من 150 إلى 180 رقيماً طينياً تحمل نصوص كتابية المسمارية الأولى.
أُدركت أهمية هذه الاكتشافات على الفور وحُدد عصر جمدة نصر (سمي بالاسم المستعار للموقع النموذجي) رسميًا في مؤتمر عُقد في بغداد عام 1930، حيث حُددت فترتا أوروك وعبيد في الوقت نفسه. تبين لاحقًا ظهور بعض الثقافة المادية التي كان يُعتقد في البداية أنها فريدة من نوعها وخاصة بعصر جمدة نصر أثناء عصر أوروك السابق وعصر فجر السلالات اللاحق أيضًا. ومع ذلك، يُعتقد عمومًا أن عصر جمدة نصر مازال متميزًا بما فيه الكفاية في ثقافته المادية فضلاً عن خصائصه الاجتماعية الثقافية لدرجة إمكانية الاعتراف به كعصر منفصل. عُثر على عصر جمدة نصر في العديد من المواقع الأثرية الأخرى في معظم أنحاء جنوب وسط العراق، بما في ذلك أبو صلابيخ، وشوروباك، وخفاجة، ونفر، وتل العقير، وأور، وأوروك، منذ التنقيبات الأولى في تل جمدة نصر.

## التأريخ والتخطيط الزمني
تستخدم الأدبيات العلمية القديمة غالبًا 3200-3000 ق.م باعتبارها تواريخ بداية ونهاية عصر جمدة نصر. أُرّخ هذا العصر بين 3100 و2900 قبل الميلاد بناءً على التأريخ بالكربون المشع. يُعد عصر جمدة نصر فترة معاصرة لعصر نينوى الخامسة المبكرة في الجزيرة الفراتية والحقبة العيلامية الأولى الإيرانية، ويشترك مع هذين العصرين في خصائص مثل البيروقراطية الناشئة وعدم المساواة. عمل في الموقع الآثاري البريطاني روجر ماتيوس عام 1988-1990، كشف عن عدد من الأبنية كما قام بتقييم التنقيبات التي تمت في الموقع عام 1925-1926

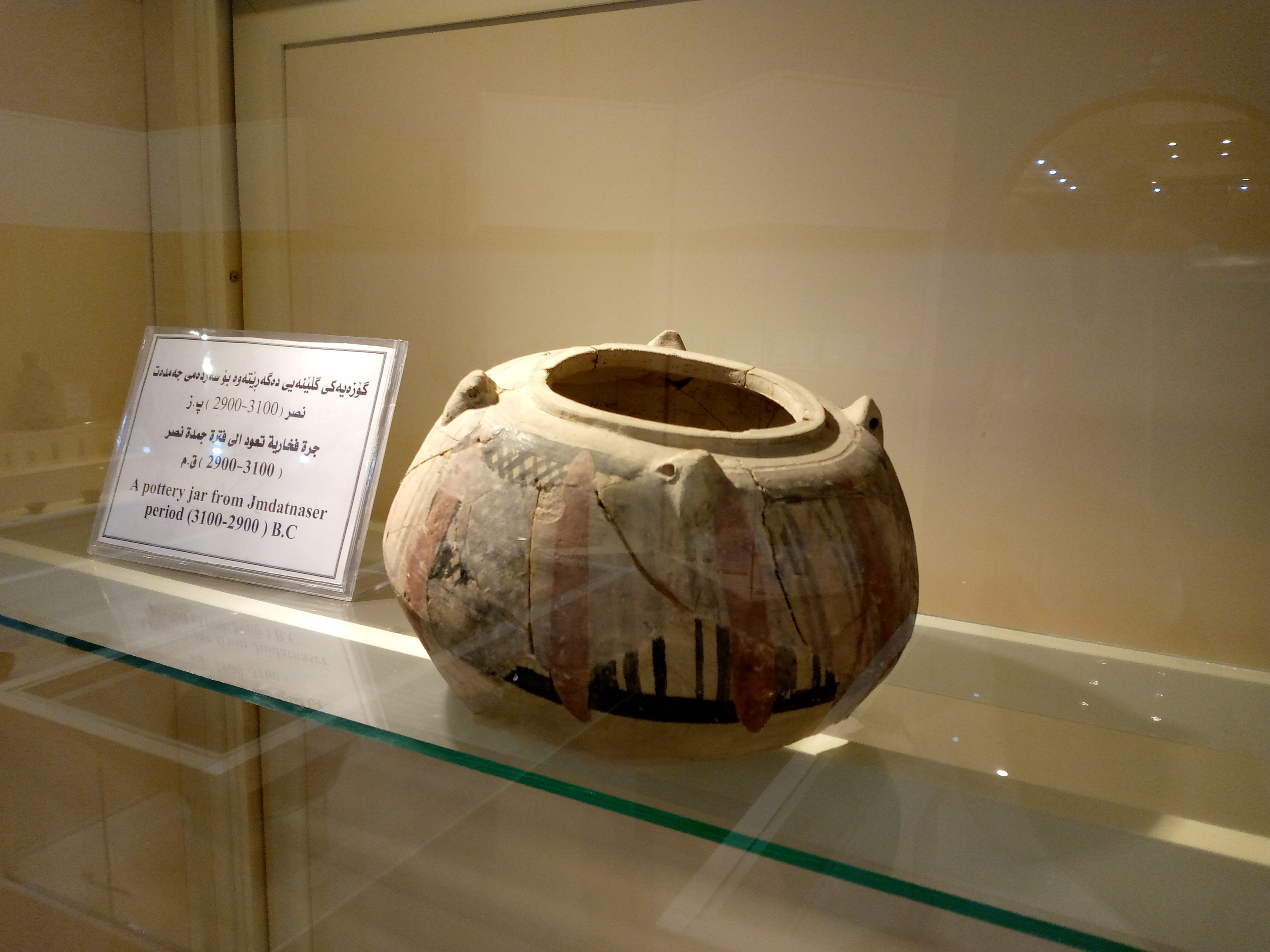
جرة فخارية تعود الى فترة جمدة نصر 3100-2900 ق.م متحف أربيل الحضاري

بصرف النظر عن الفخار المميز، يُعرف هذا العصر بأنه أحد المراحل التكوينية في تطوير الكتابة المسمارية. تعود أقدم اللوحات الطينية إلى أوروك وتعود زمنيًا إلى أواخر الألفية الرابعة قبل الميلاد، أي قبل وقت قليل من عصر جمدة نصر. مع بداية عصر جمدة نصر، كانت الكتابة قد مرت بالفعل بعدد من التغييرات المهمة؛ إذ كانت تتألف في الأصل من الرسم الصوري، ولكن بحلول عصر «جمدة نصر» اعتمدت على تصميمات أبسط وأكثر تجريدية. اكتسبت الكتابة خلال هذا العصر أيضًا الكتابة شكلها المتميز على شكل إسفين.
اعتُقد أن اللغة السومرية هي اللغة التي كُتبت بها الألواح، على الرغم من عدم القدرة على تحديد اللغة التي كُتبت بها على وجه اليقين. تتناول جميع النصوص الموجودة على الألواح دون استثناء المسائل الإدارية مثل تقنين المواد الغذائية أو إدراج الأشياء والحيوانات. غابت الكتابات الأدبية مثل التراتيل وقوائم الملك، والتي أصبحت شعبيةً جدًا في وقت لاحق في تاريخ بلاد ما بين النهرين. كان هناك نظامان مختلفان للإحصاء: نظام العد الستيني للحيوانات والبشر، على سبيل المثال، ونظام العد الستيني الثنائي لأشياء مثل الحبوب والجبن والأسماك الطازجة. عُثر على الأرشيفات المعاصرة في تل عقير، وتل خفاجة، وأوروك.

## المجتمع في فترة جمدة نصر
تشير المباني المركزية والألواح المسمارية الإدارية والأختام الأسطوانية المستخرجة من مواقع مثل جمدة نصر إلى أن المستوطنات في هذه الفترة كانت منظمة للغاية، مع وجود إدارة مركزية تنظم جميع جوانب الاقتصاد، من الصناعات الحرفية إلى تقنين المواد الغذائية.
يبدو أن الاقتصاد كان معنيًا في المقام الأول بالكفاف القائم على الزراعة والزراعة الرعوية (الأغنام والماعز) والتجارة الصغيرة. عُثر على عدد قليل جدًا من الأحجار الكريمة أو البضائع التجارية الغريبة في مواقع هذه الفترة. ومع ذلك، فإن تجانس الفخار عبر سهل جنوب بلاد ما بين النهرين يوحي باتصالات مكثفة ووجود تجارة بين المستوطنات؛ يُعزز ذلك من خلال العثور على ختم في جمدة نصر يسرد عددًا من المدن التي يمكن تحديدها، بما في ذلك أور وأوروك ولارسا.